# 萨莉·拉瑟福德
萨莉·拉瑟福德（英語：Sally Rutherford，1981年6月5日—），新西兰女子曲棍球运动员。她曾代表新西兰国家队参加2014年和2018年英联邦运动会曲棍球比赛，获得一枚金牌和一枚铜牌。